# Kwenge (rivière)
Pour les articles homonymes, voir Kwenge.
Le ou la Kwenge ou Kwengo est une rivière du bassin du fleuve Congo et un affluent du Kwilu. 

## Géographie
Elle prend source en Angola, coule principalement du sud au nord, et se jette dans la Kwilu près de Lusanga en République démocratique du Congo,.
Le territoire entre le Kwilu et le Kwenge fut occupé originellement par le peuple Pende. Le peuple Suku, qui est venu dans la région du Kwenge dans les années 1980 vivent dans la région de la savane entre le Bakali supérieur et le Kwenge.
La partie inférieure de la vallée de la rivière contient des bandes de terrain périodiquement ou en permanence inondées.